# Journal (Einheit)
Der Journal war ein Flächenmaß in der Bretagne im Nordwesten Frankreichs und in der französischsprachigen Schweiz und entsprach dem Morgen oder dem Tagwerk.
- 1 Journal = 20 Sillons =  80 Cordées = 480 Raies = 48,624 Ar

In Nancy wurde das Maß mit 25.000 lothringisches Quadratfuß bestimmt und das entsprach 19.446 französische Quadratfuß.
In einigen Schweizer Kantonen, wie Wallis, Waadt und Genf war Journal der Zweitname für die Pose, einem Feldmaß mit etwa 27,013 Ar.
- 1 Journal/Pose = 1½ Juchart (Juchart = 8 Ouvrées = 400 Quadratruten[2])